# کاپی، شهرستان گلن، کالیفرنیا
کاپی (به انگلیسی: Capay) یک منطقهٔ مسکونی در ایالات متحده آمریکا است که در شهرستان گلن، کالیفرنیا واقع شده‌است. کاپی ۵۷ متر بالاتر از سطح دریا واقع شده‌است.